# Cradle of Love
«Cradle of Love» (Nido de amor en español) es una canción de rock escrita por Billy Idol y David Werner en 1990 y producida por Keith Forsey. Es el sexto sencillo del álbum Charmed Life del roquero británico. También forma parte de la Banda Sonora de la película "Las aventuras de Ford Fairlane". El director del videoclip es David Fincher.

## Videoclip
Grabado en 1989, ambientado en el apartamento de un hombre sofisticado pero tranquilo (Josué Townshend-Zellner), llama a la puerta Debbie (Betsy Lynn George), una señorita de voz suave e inocente-al parecer, vecina suya- que resulta ser una Femme Fatale que, con la excusa de poder escuchar un casete (la canción Cradle of Love justamente) ya que el reproductor de su casa no funciona, empieza a bailar frenéticamente al ritmo de la música. Se quita la chaqueta y la camisa, se suelta el pelo, se sirve vino y se dirige al dormitorio del señor a bailar sobre su cama, mientras él observa todo con indiferencia aparente, cuando, en realidad, no puede resistirse a los encantos de la joven. Perturbado, intenta desconectar el equipo de música; pero de todas maneras sigue funcionando, cosa que lo asusta. La joven, siempre seductora, se acerca a él y lo besa intensamente, aunque hasta el último él intenta no involucrarse, sin éxito. A lo largo de la canción, en lo que son los cuadros de decoración del apartamento, aparece Billy Idol cantando, en tonalidades a lo Pop-art. Al final, llama a la puerta un chico, preguntando por Debbie. Ella, vestida tal como vino, le agradece al señor (con la misma voz "suave e inocente"). Cuando ella llega y se va, suenan unas sirenas de policía, a lo lejos.

## Recepción y premios
Alcanzó el puesto N° 2 de Billboard Hot 100, siendo lanzada como el primer sencillo de promoción del disco. Fue transmitida por MTV, siendo un éxito por el público. Ese mismo año, en los premios MTV Video Music Awards, ganó a Mejor Vídeo de una película; aunque perdió en las categorías Mejor Vídeo masculino y Mejor Efectos Especiales.
- Datos: Q5180493